# Mohammadabad (Iran)
Mohammadābād (farsi محمدآباد) è una città dello shahrestān di Zabol, circoscrizione di Shib Ab, nella provincia del Sistan e Baluchistan in Iran. Aveva, nel 2006, una popolazione di 2.175  abitanti. Si trova a sud di Zabol. 